# 吱嘎音聲門近音
吱嘎音聲門近音，被使用於一些口語中，其國際音標寫作⟨ʔ̞⟩或⟨ʔ̰⟩。發此音時會使聲門緊縮，經過的氣流也會明顯減少（與其前後的元音相比），但不會完全阻斷氣流。
此音為許多語言中聲門塞音出現在元音間時的同位異音，但在幾密語則和聲門塞音/ʔ/相對立，被視為是不同的音位。